# Sörnäisten rantatie
La rue côtière de Sörnäinen (finnois : Sörnäisten rantatie) est une rue du quartier de Sörnäinen à Helsinki  en Finlande .

## Présentation

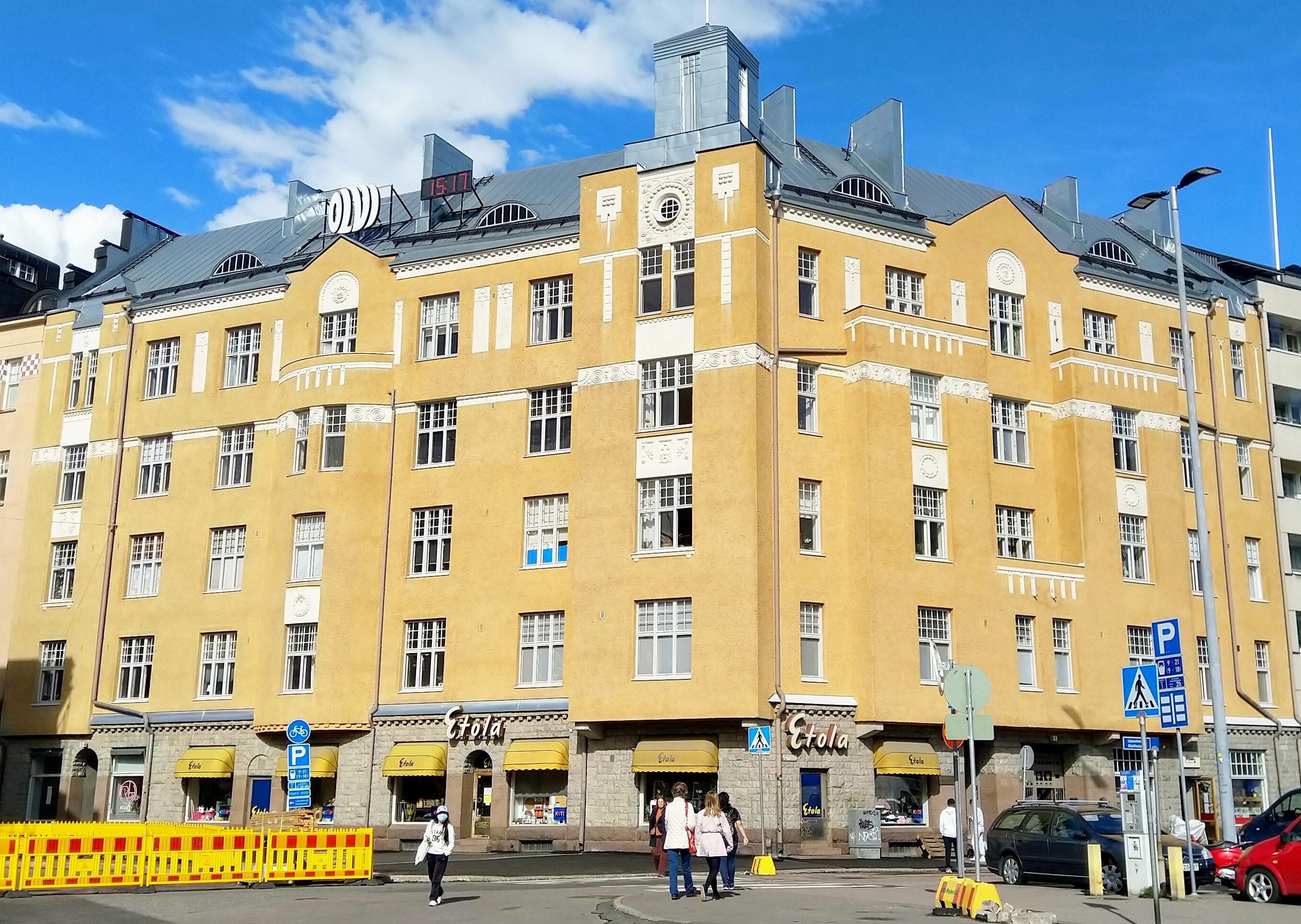
Sörnäisten rantatie 1, où habita Vladimir Ilitch Lénine.

La rue part de la place du marché de Hakaniemi et se termine à Suvilahti à proximité de la station de métro de Kalasatama.
Pour l'essentiel, la rue côtière de Sörnäinen est une rue très fréquentée qui relie l' Itäväylä au centre d'Helsinki. 
Elle fait aussi partie de la route européenne 75. 
En plus de l'Itäväylä, la rue côtière d'Hermanni menant vers la Lahdenväylä part également de l'échangeur à son extrémité nord. 
Le pont d'Hakaniemi relie la route côtière de Sörnäinen à la route côtière du nord qui mène à la place du marché.

## Histoire
D'août à septembre 1917, Vladimir Ilitch Lénine a vécu à Sörnäisten rantatie 1 au domicile de Kustaa Rovio (fi).

## Galerie

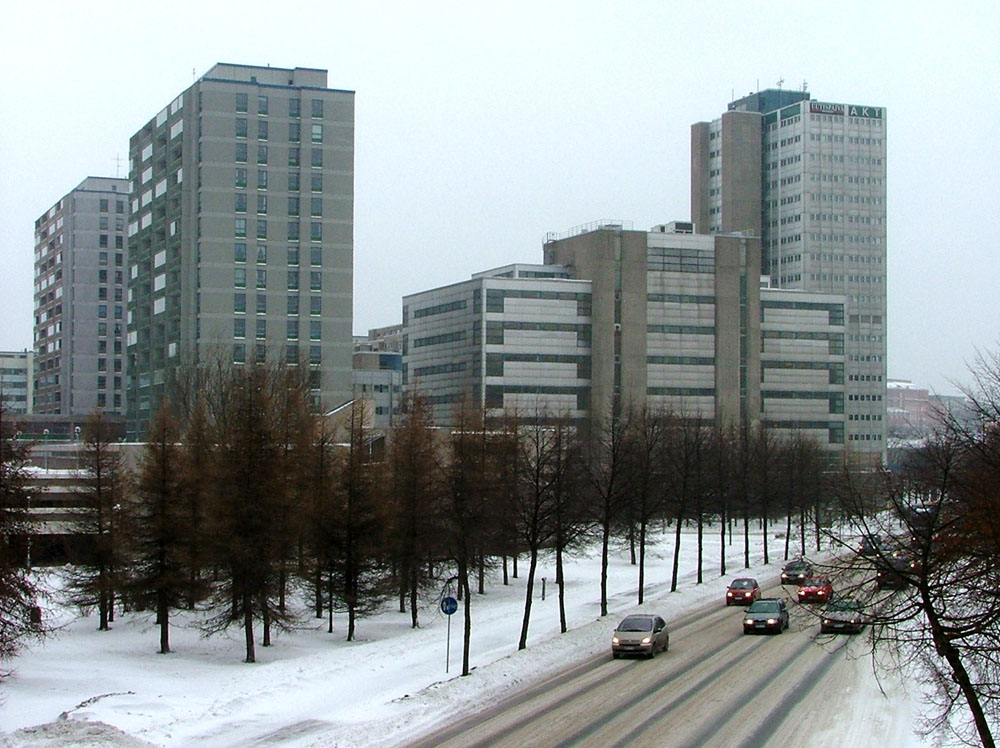
Merihaka et à droite Sörnäisten rantatie.
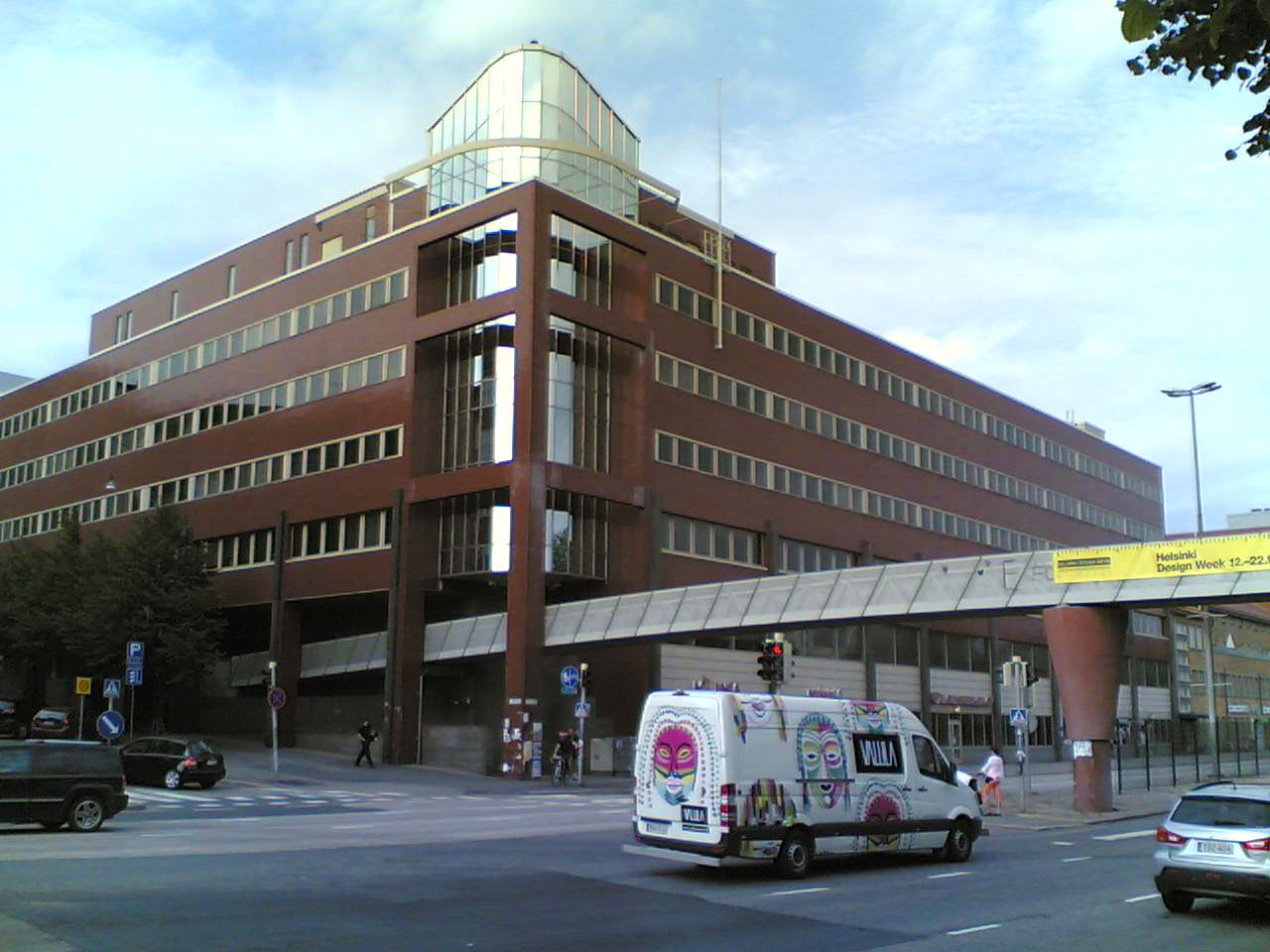
Sörnäisten rantatie.
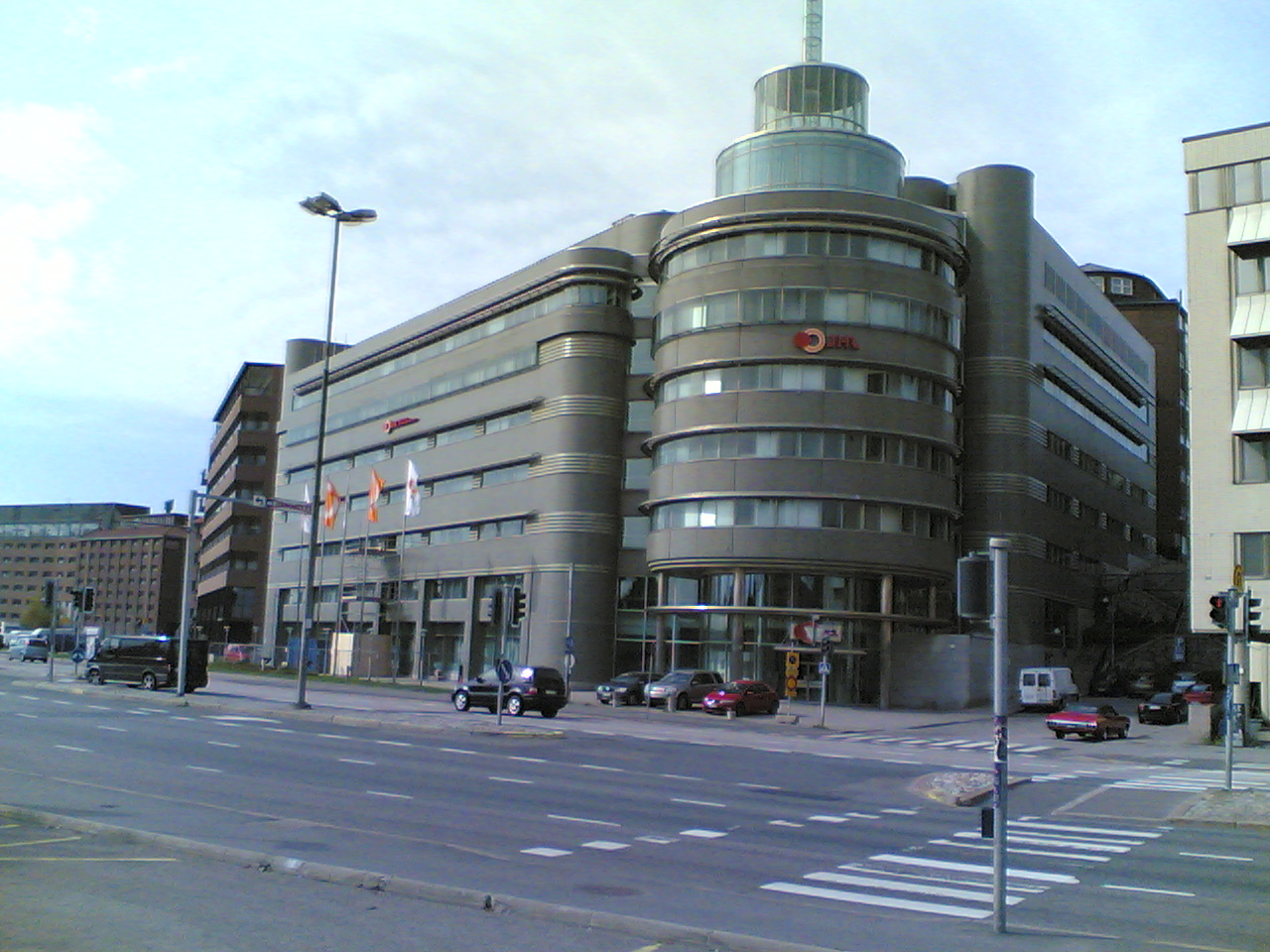
Sörnäisten rantatie.
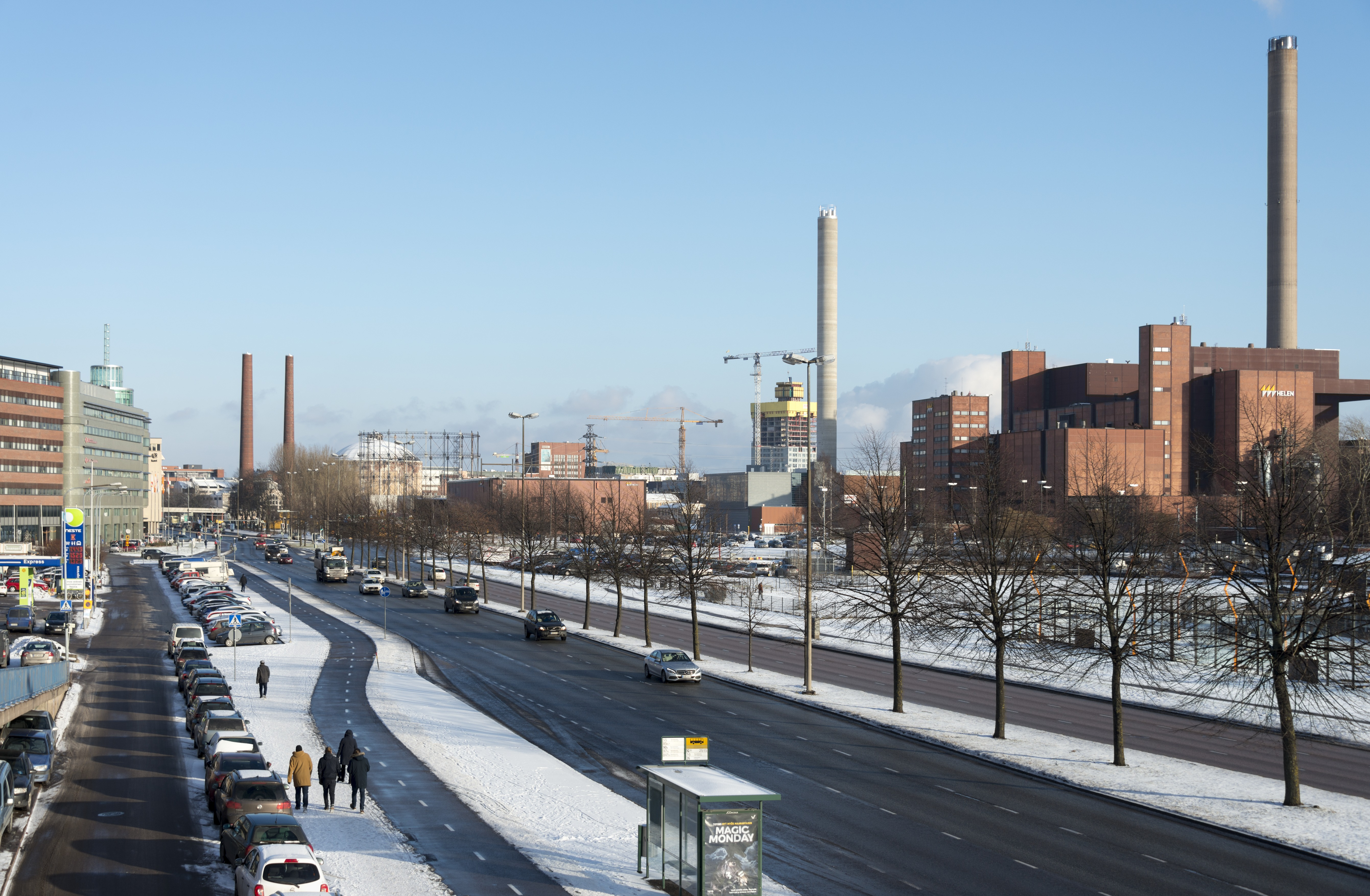
Sörnäisten rantatie.
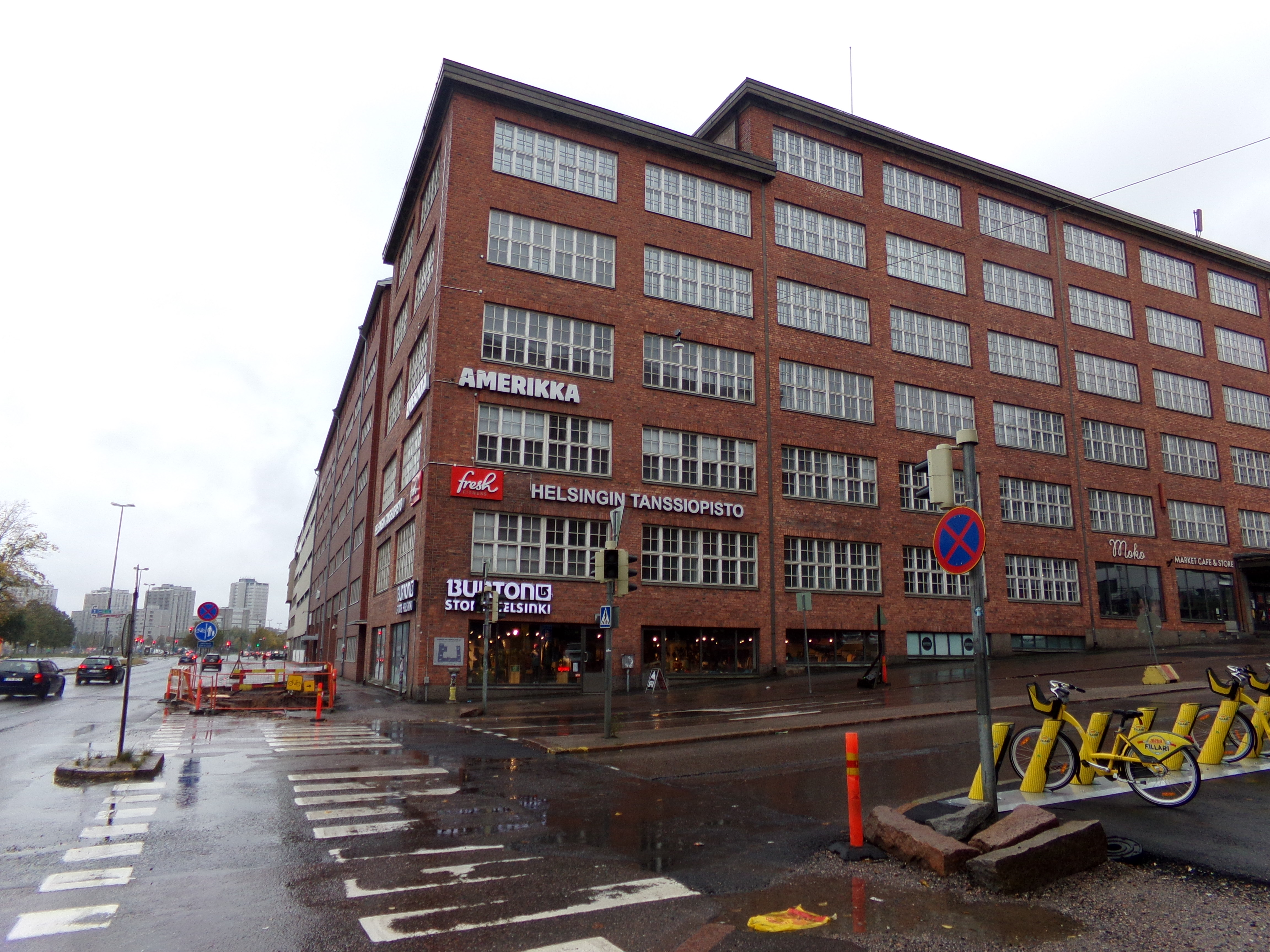
Sörnäisten rantatie et Vilhovuorenkatu.
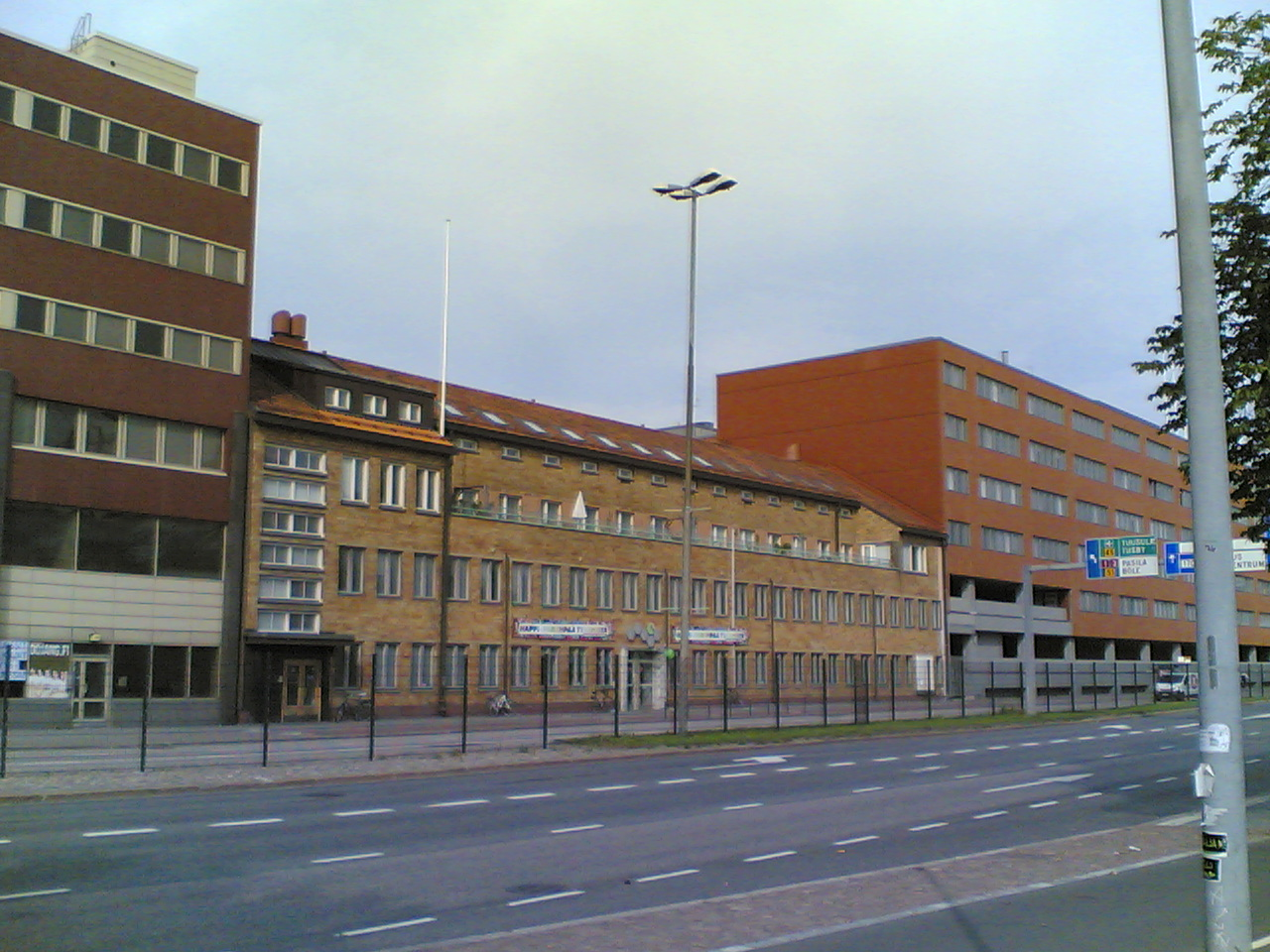
Sörnäisten rantatie.
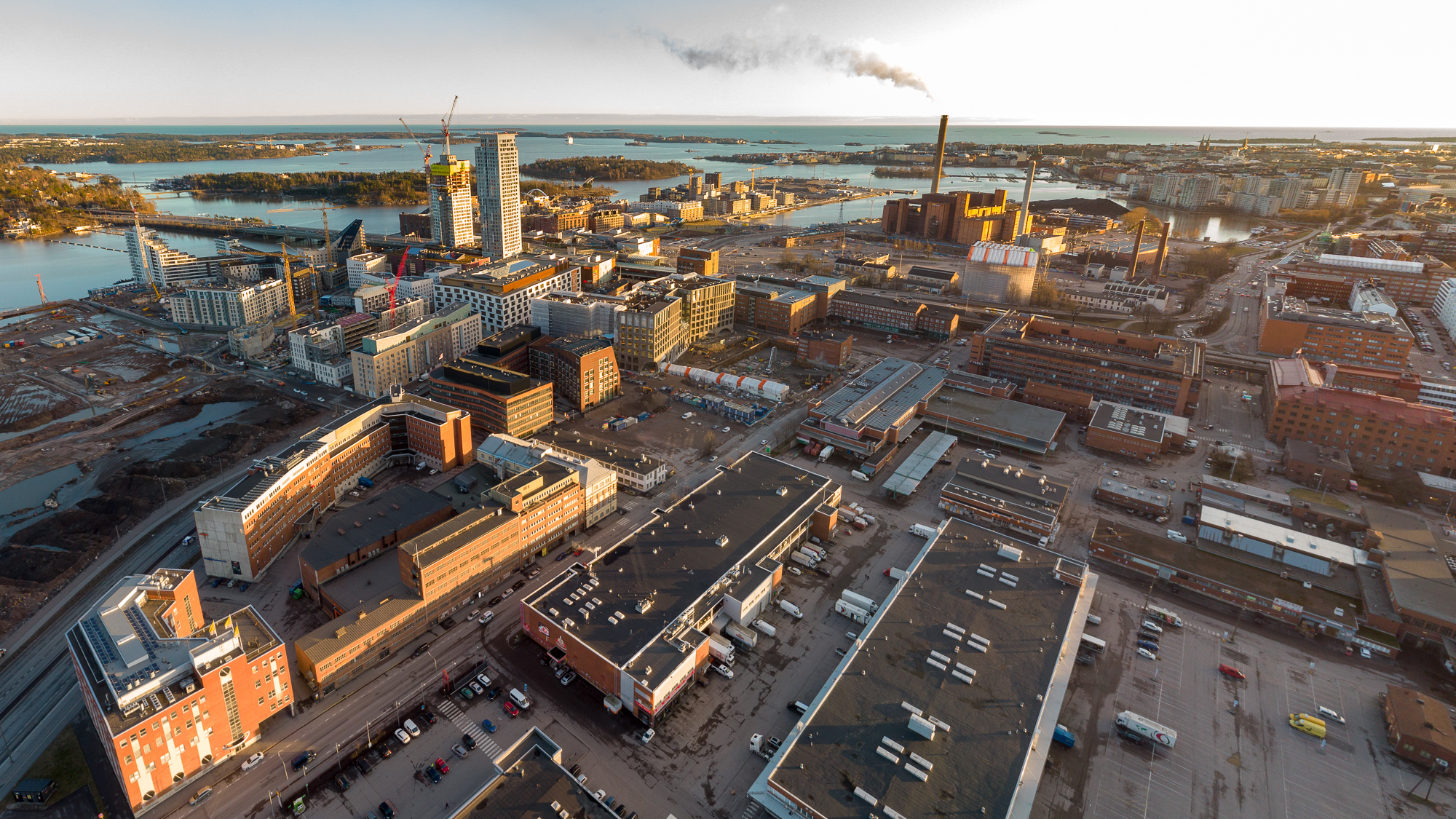
Vue de Sörnäinen.